# Elezioni presidenziali a Capo Verde del 2021
Le elezioni presidenziali a Capo Verde del 2021 si sono tenute il 17 ottobre.

## Risultati
| José Maria Neves       | Partito Africano dell'Indipendenza di Capo Verde | 96 035  | 51,79 |  |  |  |  |  |
| Carlos Veiga           | Movimento per la Democrazia                      | 78 603  | 42,39 |  |  |  |  |  |
| Casimiro de Pina       | Indipendente                                     | 3 345   | 1,80  |  |  |  |  |  |
| Fernando Rocha Delgado | Indipendente                                     | 2 518   | 1,36  |  |  |  |  |  |
| Helio Sanches          | Indipendente                                     | 2 134   | 1,15  |  |  |  |  |  |
| Gilson Alves           | Indipendente                                     | 1 410   | 0,76  |  |  |  |  |  |
| Joaquim Monteiro       | Indipendente                                     | 1 403   | 0,76  |  |  |  |  |  |
| Totale                 | Totale                                           | 185 448 | 100   |  |  |  |  |  |
|                        |                                                  |         |       |  |  |  |  |  |
| Voti non validi        | Voti non validi                                  | 5 887   | 3,08  |  |  |  |  |  |
| Votanti                | Votanti                                          | 191 335 |       |  |  |  |  |  |